# Věra Jourová
Věra Jourová (født 18. august 1964) er en tjekkisk politiker og advokat, der siden 1. december 2019 har været næstformand i Europa-Kommissionen for Værdier og Transparens og tidligere har været Europa-Kommissær for Retfærdighed, Forbrugere og Ligestilling mellem kønnene fra 2014 til 2019. Hun var medlem af det tjekkiske underhus mellem 2013 og 2014 og var Tjekkisk minister for Regional Udvikling i 2014.
I 2019 vurderede Time Magazine Jourová som en af de 100 mest indflydelsesrige mennesker det år, hvor de lagde vægt på hendes rolle i indførelsen af Databeskyttelsesforordningen og nye privatlivsrettigheder som Europa-Kommissær.